# Neocribellatae
Neocribellatae (лат.) — группа аранеоморфных пауков, включающих большинство видов пауков (около 32 тысяч видов).

## Строение
Характерный признак — лабидогнатное строение хелицер: когтевидные вторые членики двигаются в медиальной плоскости — друг против друга. Такие хелицеры способны захватывать более крупную добычу, чем равных размеров хелицеры ортогнатного строения, которыми обладают абажуровые и мигаломорфные пауки.

## Классификация
Эта группа включает в себя 3 серии: Gradunguleae (1 семейство), Haplogynae (6 надсемейств, 17 семейств) и Entelegynae (21 надсемейство, 70 семейств).
- Серия Gradunguleae
  - Надсемейство Austrochiloidea
    - Семейство Austrochilidae
    - Семейство Gradungulidae
- Серия Haplogynae
  - Надсемейство Caponioidea
    - Семейство Caponiidae
    - Семейство Tetrablemmidae

  - Надсемейство Dysderoidea
    - Семейство Dysderidae
    - Семейство Oonopidae
    - Семейство Orsolobidae
    - Семейство Segestriidae

  - Надсемейство Filistatoidea
    - Семейство Filistatidae

  - Надсемейство Leptonetoidea
    - Семейство Leptonetidae
    - Семейство Охирокерадитовые пауки (Ochyroceratidae)
    - Семейство Telemidae

  - Надсемейство: Pholcoidea
    - Семейство Diguetidae
    - Семейство Пауки-сенокосцы, или пауки-долгоножки (Pholcidae)
    - Семейство Plectreuridae

  - Надсемейство Scytodoidea
    - Семейство Drymusidae
    - Семейство Periegopidae
    - Семейство Шипящие пауки (Scytodidae)
    - Семейство Sicariidae
- Серия Entelegynae
  - Надсемейство Agelenoidea
    - Семейство Agelenidae
    - Семейство Amphinectidae

  - Надсемейство Amaurobioidea
    - Семейство Amaurobiidae

  - Надсемейство Araneoidea
    - Семейство Anapidae
    - Семейство Пауки-кругопряды (Araneidae)
    - Семейство Cyatholipidae
    - Семейство Листовые, или монетные пауки (Linyphiidae)
    - Семейство Мисменовые пауки (Mysmenidae)
    - Семейство Nephilidae
    - Семейство Nesticidae
    - Семейство Пимовые пауки (Pimoidae)
    - Семейство Симфитогнатные пауки (Symphytognathidae)
    - Семейство Синафридовые пауки (Synaphridae)
    - Семейство Синотаксовые пауки (Synotaxidae)
    - Семейство Tetragnathidae
    - Семейство Пауки-тенетники (Theridiidae)
    - Семейство Лучевые пауки (Theridiosomatidae)

  - Надсемейство Archaeoidea
    - Семейство Archaeidae
    - Семейство Голархаидовые пауки (Holarchaeidae)
    - Семейство Мецизмохенидовые пауки (Mecysmaucheniidae)
    - Семейство Микрофолкомматидовые пауки (Micropholcommatidae)
    - Семейство Парархеидовые пауки (Pararchaeidae)

  - Надсемейство †Archaeometoidea
    - Семейство †Архаеометовые пауки (†Archaeometidae)

  - Надсемейство Dictynoidea
    - Семейство Anyphaenidae
    - Семейство Cybaeidae
    - Семейство Desidae
    - Семейство Диктиновые пауки ткачи (Dictynidae)
    - Семейство Карликовые листовые пауки (Hahniidae)
    - Семейство Никодамовые пауки (Nicodamidae)

  - Надсемейство Corinnoidea
    - Семейство Corinnidae (вкл. Phrurolithidae)
    - Семейство Лиокрановые сумочные пауки (Liocranidae)

  - Надсемейство Eresoidea
    - Семейство Eresidae
    - Семейство Hersiliidae
    - Семейство Дисковые пауки (Oecobiidae)
    - Семейство †Спатиаторидовые пауки (†Spatiatoridae)

  - Надсемейство Gnaphosoidea
    - Семейство Ammoxenidae
    - Семейство Cithaeronidae
    - Семейство Gallieniellidae
    - Семейство Gnaphosidae
    - Семейство Lamponidae
    - Семейство Prodidomidae
    - Семейство Trochanteriidae

  - Надсемейство Lycosoidea
    - Семейство Ctenidae
    - Семейство Пауки-волки (Lycosidae)
    - Семейство Oxyopidae
    - Семейство Pisauridae
    - Семейство Psechridae
    - Семейство Senoculidae
    - Семейство Stiphidiidae
    - Семейство Trechaleidae
    - Семейство Zoridae
    - Семейство Zorocratidae
    - Семейство Zoropsidae

  - Надсемейство Mimetoidea
    - Семейство Малкаровые пауки (Malkaridae)
    - Семейство Пауки-миметиды (Mimetidae)

  - Надсемейство Palpimanoidea
    - Семейство Huttoniidae
    - Семейство Palpimanidae
    - Семейство Стенохиловые пауки (Stenochilidae)

  - Надсемейство †Pyritaraneoidea
    - Семейство †Пиритарановые пауки (†Pyritaraneidae)
    - Семейство †Параттовые пауки (†Parattidae)

  - Надсемейство Salticoidea
    - Семейство Пауки-скакуны (Salticidae)

  - Надсемейство Selenopoidea
    - Семейство Настенные пауки-крабы (Selenopidae)

  - Надсемейство Sparassoidea
    - Семейство Sparassidae

  - Надсемейство Tengelloidea
    - Семейство Тенгеловые пауки 'Tengellidae)

  - Надсемейство Thomisoidea
    - Семейство Крабовые пауки (Philodromidae)
    - Семейство Пауки-крабы, или пауки-бокоходы (Thomisidae)

  - Надсемейство Titanoecoidea
    - Семейство Phyxelididae
    - Семейство Титаноэцовые пауки (Titanoecidae)

  - Надсемейство Uloboroidea
    - Семейство Пауки-огры (Deinopidae, или Dinopidae)
    - Семейство Пероногие пауки (Uloboridae)

  - Надсемейство Zodaroidea
    - Семейство Пауки—муравьеды (Zodariidae)

  - Надсемейство incertae sedis
    - Семейство Clubionidae

  - incertae sedis
    - Семейство Myrmecicultoridae